# Shiu Sharan Sharma
Pour les articles homonymes, voir Sharma.
Shiu Sharan Sharma, né vers 1943, est un prêtre hindou et homme politique fidjien.

## Biographie
Proviseur d'une école, il est engagé au Parti travailliste fidjien et remporte la circonscription rurale de Nawaka/Sabeto au suffrage ethnique indo-fidjien aux élections législatives de 1992, entant ainsi à la Chambre des représentants sur les bancs de l'opposition. Réélu en 1994, il conserve cette circonscription -désormais appelée « Nadi rurale »- aux élections de 1999. Celles-ci portent au pouvoir une coalition de centre-gauche menée par le travailliste Mahendra Chaudhry, qui nomme Shiu Sharan Sharma ministre des Travaux publics et de l'Énergie,.
Le gouvernement est renversé et pris en otage le 19 mai 2000 par un groupe d'hommes armés menés par George Speight. Comme la plupart des otages, Shiu Sharan Sharma n'est relâché qu'à la mi juillet.